# لن يتراجع (فلم)
لن يتراجع (بالإنجليزية: Won't Back Down) هو فيلم درامي تم إنتاجه في الولايات المتحدة وصدر في سنة 2012. من بطولة فيولا ديفيس، ماغي جيلنهال، هولي هنتر

## القصة
اثنان من الأمهات و معلمة تسعيان إلى تحويل مدرسة أطفالهما الفاشلة داخل المدينة. في مواجهة بيروقراطية قوية وراسخة ، يخاطرون بكل شيء لإحداث فرق في تعليم أطفالهم ومستقبلهم.

## وصلات خارجية
- مقالات تستعمل روابط فنية بلا صلة مع ويكي بيانات
- لن يتراجع  في قاعدة بيانات الأفلام على الإنترنت (بالإنجليزية)